# Darryl Meadows
Darryl Scott Meadows (* 15. Februar 1961 in Cincinnati, Ohio) ist ein ehemaliger US-amerikanischer American-Football-Spieler. Er spielte zwei Saisons auf der Position des Defensive Backs für die Houston Oilers in der National Football League (NFL).

## Karriere
Meadows spielte von 1980 bis 1982 College Football an der University of Toledo für die Toledo Rockets. 1980 spielte er noch auf der Position des Defensive Backs und erzielte zwei Interceptions. 1981 und 1982 spielte er auf der Position des Defensive Lineman und erzielte zwei und eine Interception, wobei er die einzige von 1982 zu einem Touchdown zurücktrug. In seinem letzten Jahr wurde er dabei zum First-team All-MAC gewählt.
Nachdem er im NFL Draft 1983 nicht ausgewählt wurde, verpflichteten Meadows am 2. Juni 1983 die Houston Oilers. Am 31. August 1983 wurde er entlassen. Noch in derselben Woche wurde er jedoch wieder verpflichtet, nachdem die Platzierung von Wilson Whitley auf der Injured Reserve List einen Kaderplatz frei machte. Am 21. August 1985 wurde Meadows von den Oilers entlassen. Am 15. August 1986 wurde er von den New York Jets entlassen.